# آشپزی شیلیایی

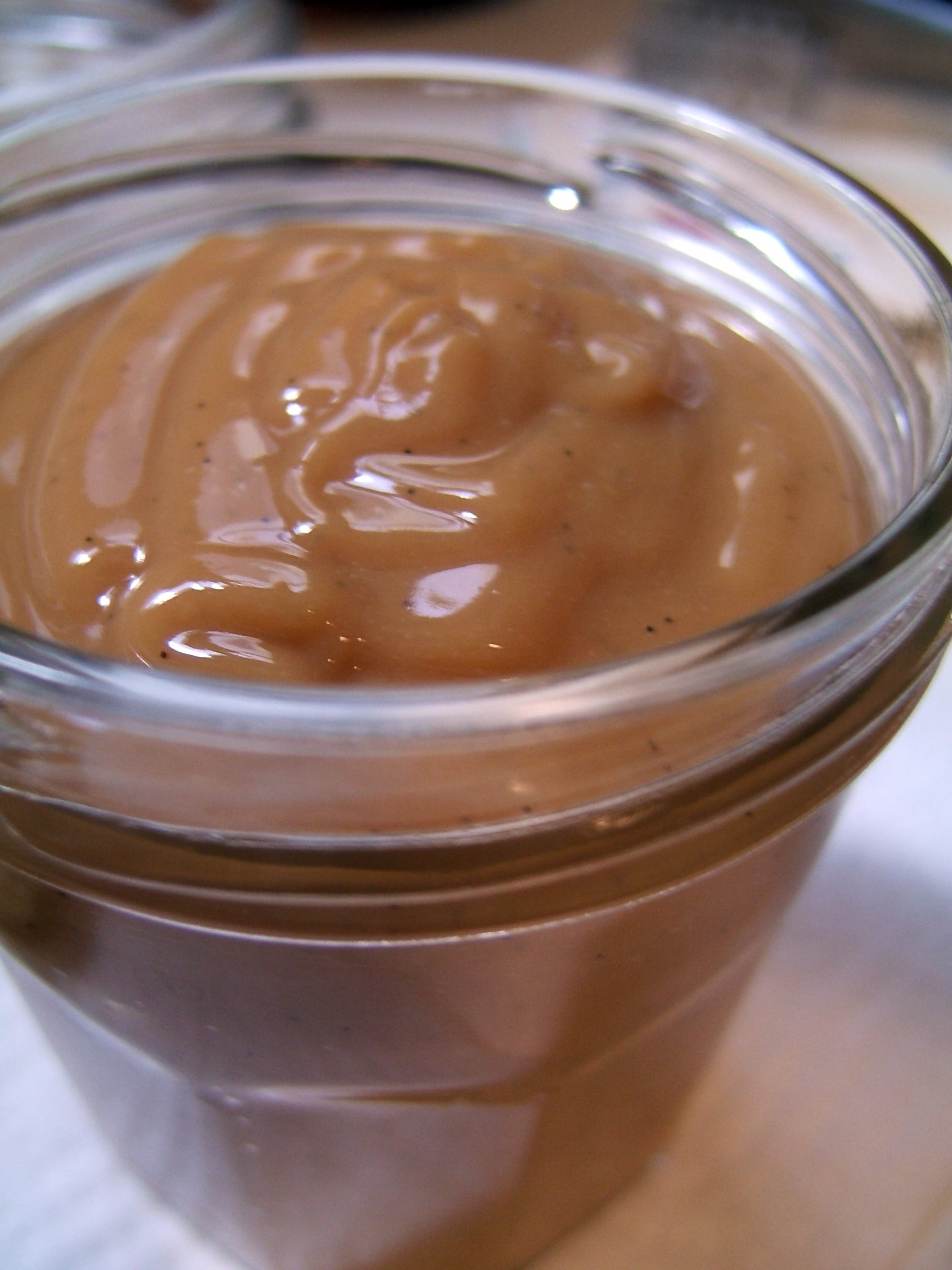
دولسه د لچه، در شیلی به مانجار معروف است

آشپزی شیلیایی (انگلیسی: Chilean cuisine) به‌طور عمده از ترکیب آشپزی اسپانیایی سنتی، فرهنگ ماپوچه‌ای شیلی و مواد اولیه محلی، به همراه تأثیرات با اهمیت بعدی از آشپزی‌های اروپا، به ویژه آلمان، بریتانیا و فرانسه نشأت گرفته‌است. سنت غذایی و روش‌های پخت و پز در شیلی، به خاطر تنوع چاشنی‌ها و مواد اولیه، قابل توجه هستند، که همراه با جغرافیا و اقیلم گوناگون کشور، طیف وسیعی از محصولات کشاورزی، میوه‌ها و سبزیجات را دربر گرفته‌است. کرانه ساحلی طولانی و ارتباط مردم با اقیانوس آرام، یک فهرست بسیار بزرگی از خوراک دریایی را به آشپزی شیلیایی اضافه می‌کند، به همراه اینکه به لطف آب‌های غنی از اکسیژن به خاطر جریان هامبالت، آبهای کشور پذیرای گونه‌های بی مانند ماهی، نرم تنان، سخت پوستان و جلبک می‌باشد. شیلی هم چنین یکی از بزرگ‌ترین تولیدکنندگان شراب است و بسیاری از دستورالعمل‌های شیلی بهبود یافته و با شراب‌های محلی همراه شده‌اند. شیرینی دولسه د لچه در شیلی ابداع شد و یکی از برجسته‌ترین مشارکت کشور در آشپزی جهانی است.